# Cerococcus indonesiensis
Cerococcus indonesiensis är en insektsart som beskrevs av Lambdin och Kosztarab 1977. Cerococcus indonesiensis ingår i släktet Cerococcus och familjen Cerococcidae. Inga underarter finns listade i Catalogue of Life.